# Ceranisus menes
Ceranisus menes är en stekelart som först beskrevs av Walker 1839.  Ceranisus menes ingår i släktet Ceranisus och familjen finglanssteklar. Arten är reproducerande i Sverige. Inga underarter finns listade.